# Осборн, Фрэнсис, 5-й герцог Лидс
Фрэнсис Годольфин Осборн (англ. Francis Godolphin Osborne; 29 января 1751, Терсо, Кейтнесс, Шотландия, Великобритания — 31 января 1799, Лондон, Великобритания) — британский аристократ, 5-й герцог Лидс, 5-й барон Осборн, 5-й маркиз Кармартен и 6-й баронет Осборн с 1789 года, кавалер ордена Подвязки. Депутат Палаты общин в 1774—1775 годах, министр иностранных дел Великобритании (1783—1791), лидер палаты лордов (1789—1790).

## Биография
Фрэнсис Осборн был единственным выжившим ребёнком Томаса Осборна, 4-го герцога Лидса, и его жены Мэри Годольфин. Он родился в 1751 году, получил образование в Вестминстерской школе и Оксфордском университете, где получил степени магистра искусств (1769) и доктора философии (1778). В 1774—1775 годах Осборн заседал в Палате общин. В 1776 году, ещё при жизни отца, он занял место в Палате лордов под одним из младших семейных титулов — барон Осборн. В 1778—1780 и 1782—1799 годах Осборн был лордом-лейтенантом Восточного Йоркшира, в 1777—1780 годах — гофмейстером королевы. В 1783—1791 годах он занимал должность министра иностранных дел в правительстве Уильяма Питта-младшего, в 1785 году стал губернатором островов Силли.
После смерти отца в 1789 году Осборн унаследовал семейные владения и титулы и стал 4-м герцогом Лидсом. В 1789—1790 годах он был лидером Палаты лордов, в 1795—1799 — вице-адмиралом Йоркшира. Герцог умер 31 января 1799 года.
Осборн был женат дважды. В 1773 году он женился на Эмили Дарси, дочери Роджера Дарси, 4-го графа Холдернесса, и Мэри Дублет, владевшей замком Хорнби. В 1779 году Фрэнсис развёлся, а в 1788 женился на Кэтрин Энгиш, дочери Томаса Энгиша. В первом браке родились трое детей:
- Джордж Уильям Фредерик (1775—1838), ставший 6-м герцогом Лидсом;
- Мэри Генриетта (1776—1862), жена Томаса Пелэма, 2-го графа Чичестера[6];
- Фрэнсис Годольфин (1777—1850), барон Годольфин.

Вторая жена родила двух детей — сына Сидни Годольфина (1779—1861) и дочь Кэтрин Энн Сару (1798—1878), жену Джона Уайт-Мелвилла.